# Ministère des Affaires locales
Le ministère des Affaires locales (arabe : وزارة الشؤون المحلية) est le ministère tunisien chargé de la politique des collectivités locales et régionales de l'État.

## Tâches
Le ministère gère les municipalités et tout ce qui concerne les conseils municipaux (ar) et les conseils régionaux (ar) afin d'organiser et d'aider administrativement à la tenue et à la préparation des premières élections municipales et régionales après la révolution de 2011, ce qui est l'objectif principal de cette scission du ministère de l'Intérieur. Il convient de mentionner que l'organisation de ces élections est l'une des tâches de l'Instance supérieure indépendante pour les élections.
Le 23 novembre 2021, le ministère des Affaires locales est supprimé et ses attributions reviennent au ministère de l'Intérieur en vertu d'un décret présidentiel à compter du 11 octobre, après avoir pris connaissance de l'avis du Tribunal administratif et à la suite de la délibération du conseil des ministres.

## Réglementation
Les structures suivantes étaient rattachées au ministère de l'Intérieur, et ont été rattachées au ministère des Affaires locales :
- Direction générale des groupes publics locaux ;
- Direction du développement régional, qui fait référence à la direction générale des affaires régionales ;
- Département des affaires municipales pour chaque gouvernorat ;
- Département du conseil régional pour chaque gouvernorat.

Les institutions suivantes sont également placées sous la tutelle des gouvernorats : 
- Fonds de prêt et aide aux collectivités locales géré par la Caisse des prêts et de soutien des collectivités locales (CPSCL)[2] ;
- Centre de formation et soutien à la décentralisation.

## Ministre
Le ministre des Affaires locales est nommé par le président de la République tunisienne sur proposition du chef du gouvernement. Il dirige le ministère et participe au Conseil des ministres.
Le dernier ministre en titre est Kamel Doukh, titulaire du portefeuille par intérim dans le gouvernement Mechichi, du 20 décembre 2020 au 11 octobre 2021.

## Liste des ministres
| Image | Nom                                                         | Parti        |  | Gouvernement          | Début du mandat  | Fin du mandat    |
| ----- | ----------------------------------------------------------- | ------------ |  | --------------------- | ---------------- | ---------------- |
|       | Youssef Chahed                                              | Nidaa Tounes |  | Gouvernement Essid    | 12 janvier 2016  | 27 août 2016     |
|       | Riadh Mouakher (également chargé de l'Environnement)        | Afek Tounes  |  | Gouvernement Chahed   | 27 août 2016     | 14 novembre 2018 |
|       | Mokhtar Hammami (également chargé de l'Environnement)       | Indépendant  |  | Gouvernement Chahed   | 14 novembre 2018 | 27 février 2020  |
|       | Lotfi Zitoun                                                | Ennahdha     |  | Gouvernement Fakhfakh | 27 février 2020  | 15 juillet 2020  |
|       | Chokri Belhassen (intérim)                                  | Tahya Tounes |  | Gouvernement Fakhfakh | 15 juillet 2020  | 2 septembre 2020 |
|       | Mustapha Aroui (également chargé de l'Environnement)        | Indépendant  |  | Gouvernement Mechichi | 2 septembre 2020 | 20 décembre 2020 |
|       | Kamel Doukh (intérim) (également chargé de l'Environnement) | Indépendant  |  | Gouvernement Mechichi | 20 décembre 2020 | 11 octobre 2021  |